# ماتریس تبدیل
در جبر خطی، تبدیل‌های خطی را می‌توان با ماتریس نشان داد. اگر {\displaystyle T} یک نقشه تبدیل خطی {\displaystyle \mathbb {R} ^{n}} به {\displaystyle \mathbb {R} ^{m}}  باشد و X بردار ستونی با {\displaystyle n} ورودی باشد، پس:
{\displaystyle T(\mathbf {x} )=A\mathbf {x} }